# 眞鍋旭輝
眞鍋 旭輝（まなべ ひかる、1997年10月17日）は熊本県熊本市出身のプロサッカー選手。Jリーグ・テゲバジャーロ宮崎所属。ポジションはディフェンダー（センターバック）。

## 来歴
幼少期時代は、第二さくら体育幼稚園に通い、アッズリーノ熊本でサッカーを始める。同学年には、東家聡樹がいる。ブレイズ熊本時代には野田裕喜らと共にサッカーを楽しみ、持ち前の瞬発力とスピードを生かし様々なポジションを経験する。
大津高校時代はMF河原創やU-17日本代表にも選ばれたCB野田裕喜・FW一美和成と同学年で、野田とコンビを組んで第94回高校サッカー選手権にも出場（2回戦で敗退）。
その後桐蔭横浜大学に進学（サッカー部の同級生にFWイサカ・ゼイン、CB佐藤喜生）。4年次にはキャプテンに就任しチームを牽引。神奈川県サッカー選手権大会を制して第99回天皇杯に出場、3回戦まで進出した（FC東京に敗戦）。第68回全日本大学選手権（インカレ）では前年覇者の法政大学を破るなど快進撃を見せ初の決勝に進出。大学三冠を目指した明治大学に延長の末敗れたものの、先制点を挙げる活躍を見せ、ベストDFに選ばれた。
一方、2019年8月にはレノファ山口FCへの2020年シーズン加入内定と2019年シーズン特別指定選手指定が発表された。
2020年7月5日、J2第3節の愛媛FC戦でスタメン出場しプロデビュー。
2022年10月21日、レノファ山口と来季の契約を更新しない事を発表された。
12月26日、J3・テゲバジャーロ宮崎への加入が発表された。2023年シーズンは順調に出場試合数を重ねていったが、シーズン終了間際の同年11月15日の練習中に負傷。左ヒラメ筋肉離れで全治3週間の診断を受けた。

## 所属クラブ
- アッズリーノ熊本
- ブレイズ熊本ジュニア
- ブレイズ熊本U-15
- 熊本県立大津高等学校
- 桐蔭横浜大学
  - 2019年  レノファ山口FC（特別指定選手）
- 2020年 - 2022年  レノファ山口FC
- 2023年 -  テゲバジャーロ宮崎

## 個人成績
| 国内大会個人成績 | 国内大会個人成績 | 国内大会個人成績 | 国内大会個人成績 | 国内大会個人成績 | 国内大会個人成績 | 国内大会個人成績 | 国内大会個人成績 | 国内大会個人成績 | 国内大会個人成績 | 国内大会個人成績 | 国内大会個人成績 |
| 年度             | クラブ           | 背番号           | リーグ           | リーグ戦         | リーグ戦         | リーグ杯         | リーグ杯         | オープン杯       | オープン杯       | 期間通算         | 期間通算         |
| 年度             | クラブ           | 背番号           | リーグ           | 出場             | 得点             | 出場             | 得点             | 出場             | 得点             | 出場             | 得点             |
| 日本             | 日本             | 日本             | 日本             | リーグ戦         | リーグ戦         | リーグ杯         | リーグ杯         | 天皇杯           | 天皇杯           | 期間通算         | 期間通算         |
| ---------------- | ---------------- | ---------------- | ---------------- | ---------------- | ---------------- | ---------------- | ---------------- | ---------------- | ---------------- | ---------------- | ---------------- |
| 2019             | 桐蔭横浜大       | 4                | 他               | -                | -                | -                | -                | 1                | 0                | 1                | 0                |
| 2020             | 山口             | 28               | J2               | 27               | 0                | -                | -                | -                | -                | 27               | 0                |
| 2021             | 山口             | 28               | J2               | 12               | 0                | -                | -                | 1                | 0                | 13               | 0                |
| 2022             | 山口             | 4                | J2               | 19               | 0                | -                | -                | 1                | 0                | 20               | 0                |
| 2023             | 宮崎             | 28               | J3               | 24               | 0                | -                | -                | 1                | 0                | 25               | 0                |
| 2024             | 宮崎             | 28               | J3               | 2                | 0                | 0                | 0                | 0                | 0                | 2                | 0                |
| 2025             | 宮崎             | 28               | J3               |                  |                  |                  |                  |                  |                  |                  |                  |
| 通算             | 日本             | 日本             | J2               | 58               | 0                | -                | -                | 2                | 0                | 60               | 0                |
| 通算             | 日本             | 日本             | J3               | 26               | 0                | 0                | 0                | 1                | 0                | 27               | 0                |
| 通算             | 日本             | 日本             | 他               | -                | -                | -                | -                | 1                | 0                | 1                | 0                |
| 総通算           | 総通算           | 総通算           | 総通算           | 84               | 0                | 0                | 0                | 4                | 0                | 88               | 0                |

- 2019年は特別指定選手（出場なし）
- Jリーグ初出場 - 2020年7月5日 J2第3節 愛媛FC戦(みらスタ)

## タイトル

### 個人
- 全日本大学サッカー選手権大会（2020年）